# 加古川市立神吉中学校
加古川市立神吉中学校（かこがわしりつ かんきちゅうがっこう）は、兵庫県加古川市東神吉町神吉に所在する公立中学校。

## 沿革
加古川市高砂市組合立宝殿中学校（現・高砂市立宝殿中学校）の生徒数増加により、校区を分離し開校したのが本校である。1986年（昭和61年）には入学者527名を数えたが、2010年の入学者は274名となっている。
- 1975年（昭和50年）4月1日 - 加古川市東神吉町・西神吉町を校区として開校。1年生のみ276名でスタート、入学式は加古川市立東神吉小学校で行われた。
- 1977年（昭和52年）10月1日 - 創立記念式・創立記念運動会を挙行。校歌制定披露[2]
- 2000年（平成12年）4月13日 - 若草学級（加古川市民病院院内学級）開級式。
- 2005年（平成17年）4月5日 - 肢体不自由学級新設に伴うバリアフリー工事完成。
- 2006年（平成18年）4月1日 - 加古川市米田町の区域を校区に編入。
- 2017年（平成29年）12月 - ノーチャイム制度廃止。

## 特色
- 「自主誠実」を校訓としており、開校した際からノーチャイム制度をとっていたが、2013年頃よりチャイムが鳴り、2017年に完全廃止された。また、購買が無人購買になっている。

- 基本的な旅行内容
  - 1年生 なし（校外学習がある。）
  - 2年生 トライやるウィーク
  - 3年生 長崎修学旅行

## 部活動

### 運動部
- 陸上競技部
- 野球部
- サッカー部
- 剣道部
- 柔道部
- 女子卓球部
- ソフトテニス部
- バドミントン部
- バレーボール部
- バスケットボール部
- 男子卓球部

### 文化部
- 総合科学部
  - 生物班
  - 工作班
- 吹奏楽部
- 美術部
- 家庭科部
- コーラス部

## 国際交流
1999年（平成11年）10月、チェコのプエリ・ガウデンテス合唱団が来学、2001年（平成13年）には米国教育者招聘フルブライト事業関係者が来学している。

## 校区
以下の小学校の通学区域。加古川右岸地域の南部が主に該当する。
- 加古川市立東神吉小学校
- 加古川市立東神吉南小学校
- 加古川市立西神吉小学校
- 加古川市立川西小学校（2006年度入学生より）

## 交通アクセス
- JR西日本宝殿駅より徒歩30分
- 神姫バス神吉南口バス停より徒歩8分

## 著名な卒業生
- タイナカ彩智（シンガーソングライター）
- 船江恒平（将棋棋士）

## 通学区域が隣接している学校
- 加古川市立志方中学校
- 加古川市立義務教育学校両荘みらい学園
- 加古川市立氷丘中学校
- 加古川市立加古川中学校
- 高砂市立宝殿中学校
- 高砂市立鹿島中学校